# 官庄镇 (醴陵市)
官庄镇，原名官庄乡，是中华人民共和国湖南省株洲市醴陵市下辖的一个乡镇级行政单位。

## 行政区划
官庄乡下辖以下地区：
长连村、新桥村、鹅颈村、小横村、利川村、桃花村、小阳坑村、大阳坑村、潭塘村、大口坪村、瓦子坪村、半边山村、大坝村和大横江村。